# Le Parapluie (nouvelle)
Pour les articles homonymes, voir Parapluie (homonymie).
Le Parapluie est une nouvelle de Guy de Maupassant, parue en 1884.

## Historique
Le Parapluie est initialement publiée dans la revue Le Gaulois du 10 février 1884, puis dans le recueil.
La nouvelle est dédiée à Camille Oudinot.

## Résumé
Mme Oreille, petite femme de quarante ans, est avare, à tel point que son mari est obligé de lui mendier son argent de poche. Lui, travaille comme commis dans un ministère où il est l’objet de moqueries à cause de son parapluie rapiécé. 
Il obtient que sa femme lui en achète un neuf, mais elle choisit un modèle si bon marché, huit francs cinquante, qu'il est victime de nouvelles moqueries de la part de ses collègues et que l’objet ne dure que trois mois. Exaspéré, M. Oreille ordonne à sa femme de lui acheter un vrai parapluie en soie fine. Elle obtempère et opte pour un modèle à dix-huit francs. M. Oreille peut faire une entrée triomphale au bureau. Mais deux jours plus tard, Madame s'étrangle de colère et lui fait une scène en constatant que le parapluie est troué par des brûlure de cigare. M. Oreille est incapable d'expliquer ce désastre. C'est la consternation générale.
Un ami leur conseille de se faire rembourser par leur assureur. M. Oreille refuse par crainte des railleries. Madame, après bien des hésitations, car elle est timide, se rend dans les bureaux de son Assurance, tant la perte de dix-huit francs lui est douloureuse. Le directeur lui demande la raison de sa visite et ne peut cacher son étonnement lorsqu'elle lui présente le parapluie loqueteux. Dans un premier temps, l'assureur lui fait comprendre qu'il ne peut rembourser un accident d'une si minime importance. Mais devant le désarroi et l'insistance de Mme Oreille, il finit par accepter de lui rembourser la réparation du parapluie.
Mme Oreille se rend alors chez un marchand de parapluies très élégant et demande aux vendeurs de recouvrir son parapluie de la plus belle soie possible, en ajoutant, avec l'assurance d'une grande dame, qu'elle ne regarde pas à la dépense.

## Éditions
- Le Parapluie, dans Maupassant, Contes et Nouvelles, tome I, texte établi et annoté par Louis Forestier, éditions Gallimard, Bibliothèque de la Pléiade, 1974  (ISBN 978 2 07 010805 3).